# Escallonia obtusissima
Escallonia obtusissima är en tvåhjärtbladig växtart som beskrevs av A. St. Hil. Escallonia obtusissima ingår i släktet Escallonia och familjen Escalloniaceae. Inga underarter finns listade i Catalogue of Life.